# Fliegerhorst Büchel

i7
i11
i13
Der Fliegerhorst Büchel (ICAO-Code: ETSB) ist ein Fliegerhorst der deutschen Luftwaffe. Er liegt bei Büchel in der Verbandsgemeinde Ulmen im Landkreis Cochem-Zell in Rheinland-Pfalz und dient dem Taktischen Luftwaffengeschwader 33 (TaktLwG 33) als Basis.
Der Fliegerhorst Büchel gilt seit 2004 als der einzige Standort, wo in Deutschland Kernwaffen der Streitkräfte der Vereinigten Staaten gelagert werden, nachdem 2005 die auf der US-Airbase in Ramstein gelagerten US-Kernwaffen abgezogen wurden. Das dortige Geschwader der deutschen Luftwaffe stellt mit dem Waffensystem Panavia Tornado den Träger für den Einsatz von nuklearen Freifallbomben des Typs B61 im Rahmen der nuklearen Teilhabe der NATO.

## Geschichte

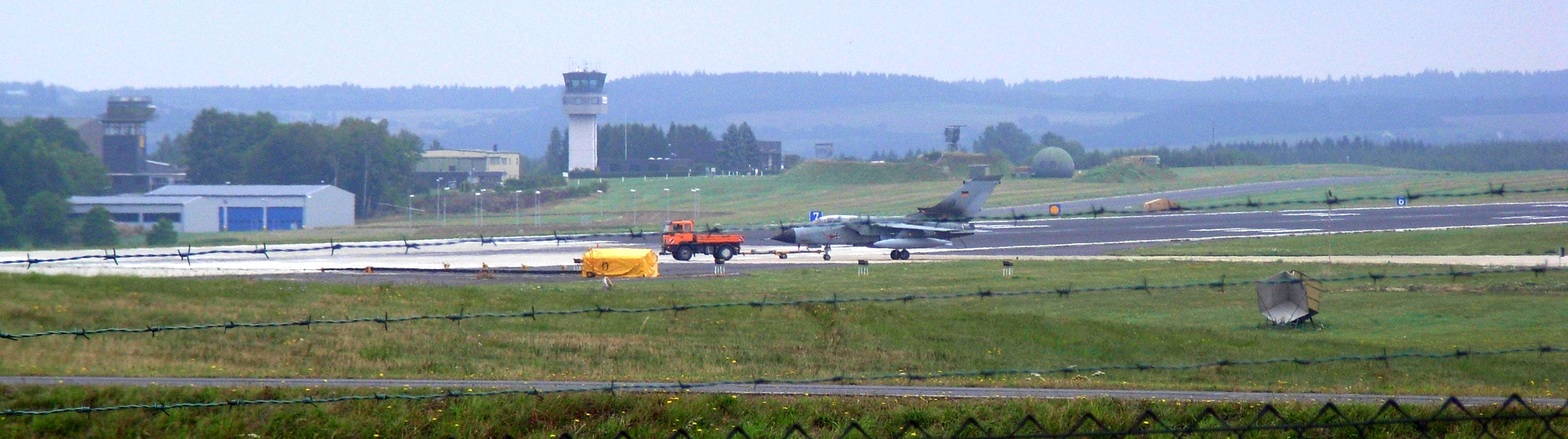
Start- und Landebahn mit geschlepptem Flugzeug MRCA Tornado

Auf dem Gelände des heutigen Fliegerhorstes, und zwar am Lutzerather Eck, befanden sich in den letzten Monaten des Zweiten Weltkrieges zwei Startstellungen für V1-Marschflugkörper, Fst 4 und 5 des Zweiteinsatzes.
Die Geschichte des ursprünglich bei Münstermaifeld geplanten Fliegerhorstes Büchel begann in den Jahren 1954 und 1955, als die französische Besatzungsmacht den Militärflugplatz erbaute und dem 1. Französischen Luftkommando unterstellte, ohne ihn jedoch zu besetzen.
Im Herbst 1954 beschloss die Londoner Neunmächtekonferenz,  die Regierung der Bundesrepublik sei als „einzige deutsche Regierung“ befugt, „für Deutschland als Vertreterin des deutschen Volkes in internationalen Angelegenheiten zu sprechen“, und ermöglichte damit den Beitritt der Bundesrepublik zum Brüsseler Pakt (WEU) und zur NATO; die Konferenz erbrachte Zusicherungen der USA, Großbritanniens und Kanadas, ihre Truppen auf dem europäischen Kontinent zu belassen. Mit den Pariser Verträgen vom 5. Mai 1955 erhielt die Bundesrepublik ihre Teilsouveränität und wurde in das Sicherheitssystem der Westeuropäischen Union einbezogen; am 9. Mai 1955 trat sie der NATO bei (Näheres siehe Artikel Wiederbewaffnung).
Kurz nach Fertigstellung des Flugplatzes wurde dieser am 6. Juni 1955 von den französischen Streitkräften an das Bundesvermögensamt übergeben. Am 13. August 1955 wurde dann der Standort an die Bundeswehrverwaltung übergeben und am 15. August rückten die ersten 250 deutschen Soldaten in den Standort Büchel ein. Ab Februar 1957 wurde intensiv an der Infrastruktur für eine Verlegung der Waffenschule der Luftwaffe 30 gearbeitet.
Am 12. Juli 1957 rückten die ersten 140 Soldaten der Waffenschule der Luftwaffe 30 in Büchel ein. Am 6. August 1957 trafen die übrigen Teile der Luftwaffenversorgungsgruppe ein. Die Luftfahrzeuge der Waffenschule 30 wurden ab Oktober 1957 etappenweise überführt. Ende Oktober befanden sich auf dem Fliegerhorst Büchel 72 F-84F, drei T-33 und zwei T-6. Mit Ablauf des 30. Juni 1958 schloss die Waffenschule.
Das Geschwader in Büchel wurde am 1. Juli 1958 zum Jagdbombergeschwader 33 umbenannt. Im Dezember 1958 wurde es offiziell der NATO unterstellt. 1961 entstanden in Cochem-Brauheck die Truppenunterkünfte. 1962 wurde die zivile Ausbildungswerkstatt des Fliegerhorstes Büchel gegründet. Die ersten Starfighter trafen am 28. August 1962 in Büchel ein. Die Umstellung auf das aktuelle Luftfahrzeugmuster Tornado fand im Jahr 1985 statt, der offiziell letzte Starfighter-Flug in Büchel fand am 30. Mai 1985 in Sonderlackierung statt. Diese Maschine steht noch heute am Haupttor des Fliegerhorstes.
Am Abend des 16. Januar 2014 stürzte ein deutscher Tornado des Taktischen Luftwaffengeschwaders 33 während einer Nachtübung beim Landeanflug auf Büchel bei Laubach (Eifel) nahe der Anschlussstelle zur Autobahn 48 ab.
Zum Schutz gegen Kernwaffengegner und andere unerwünschte Besucher wird seit 2019 der Fliegerhorst mit einer komplett neuen Zaunanlage ausgestattet. Inklusive Postenweg, einer vorläufigen zusätzlichen Umzäunung sowie zahlreichen neuen Sensoren und Kameras kostet jeder Kilometer laut Planung mehr als eine Million Euro.
Die Luftwaffe plant, alle 35 zu beschaffenden kernwaffenfähigen F-35A nach Fortgang/Abschluss einer geplanten Grundsanierung der Start- und Landebahn auf dem Fliegerhorst Büchel zu stationieren. Deshalb verlegte man ab Juni 2022 insgesamt 25 Bundeswehr-Tornados von Büchel zum Fliegerhorst Nörvenich, einstweilen begrenzt bis 2026. Die geplanten Baumaßnahmen sollen voraussichtlich im Februar 2026 abgeschlossen sein. Weitere Baumaßnahmen werden noch bis mindestens 2028 andauern. Der Flugbetrieb soll dadurch aber nicht weiter eingeschränkt werden. Insgesamt entstehen für die Modernisierung des Fliegerhorstes Büchel sowie für die Implementierung des Waffensystems F-35A Kosten in Höhe von bis zu zwei Milliarden Euro. Die Baukosten stiegen während des Baus erheblich. Ursprüngliche Planungen sahen Kosten unter einer Milliarde Euro vor.

## Kernwaffen
Laut Aussagen der wissenschaftlichen Dienste des Deutschen Bundestags lagern am Fliegerhorst Büchel Kernwaffen im Zuge der nuklearen Teilhabe. Dazu schreibt dieser:

„… Eine Form der Gegenleistung könnte z. B. in der sog. „nuklearen Teilhabe“ bestehen – also ein vertragliches „Zwei-Schlüssel“-System für den gemeinsamen Einsatz von Nuklearwaffen, wie es seit Jahren gemeinsam mit den USA (z. B. auf der Militärbasis im pfälzischen Büchel) praktiziert wird.“

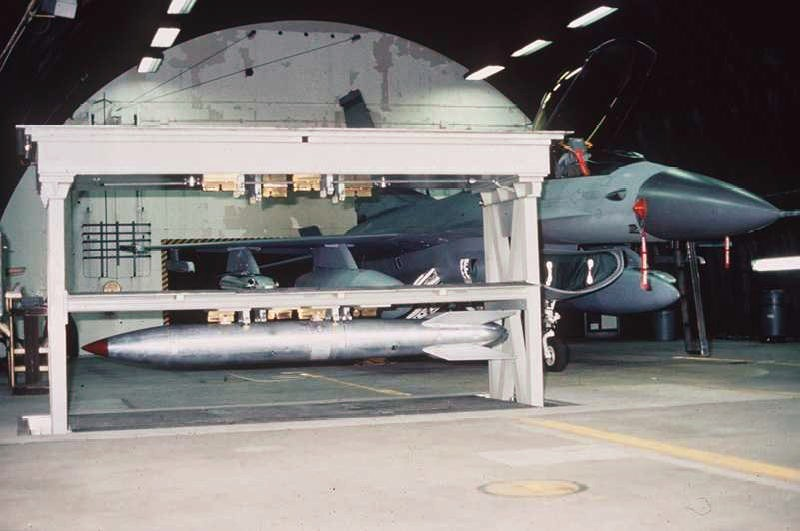
Durch ein Unterflurmagazin wie hier könnten die Kernwaffen vom Typ B61 auch in den Hardened Aircraft Sheltern von Büchel bereitgestellt werden

Im Norden des Flugplatzes liegt ein besonders gesichertes ca. 5 ha großes Areal mit vier Hardened Aircraft Sheltern (Lage). Man nimmt an, dass dort Kernwaffen vom Typ B61 unterirdisch so gelagert werden, dass sie direkt zum Einsatz kommen können. Diese haben eine einstellbare Sprengkraft von 0,3 bis 170 Kilotonnen TNT-Äquivalent, maximal etwa das 13fache der Hiroshima-Bombe. Außerdem befindet sich etwa 1,5 Kilometer nördlich des Flugplatzes ein speziell gesichertes Sondermunitionslager, wie es sie zur Zeit des Kalten Krieges zu Dutzenden in der Bundesrepublik Deutschland gab (Lage).
Die deponierten Kernwaffen müssen im Einsatzfall vom Präsidenten der Vereinigten Staaten freigegeben werden. Sie werden von der US Air Force verwaltet und von der 139 Mann starken 702. Munition Support Squadron (702 MUNSS) der 38. Munitions Maintenance Group (38 MUNG) betreut. Diese US-Einheit ist verantwortlich für Verwahrung, Bewachung, Wartung und Freigabe des Waffenvorrats der höchsten Sicherheitskategorie. Die deutsche Luftwaffe unterstützt die US-Einheit bei der Bewachung mit der Luftwaffensicherungsstaffel „S“.
2008 meldete die Federation of American Scientists (FAS), dass nach einer internen Studie der United States Air Force in vielen Atomwaffenlagern die minimalen Sicherheitsstandards des amerikanischen Verteidigungsministeriums nicht eingehalten werden. Darunter soll sich auch der Fliegerhorst Büchel befinden. Diese Standards wurden Anfang 2009 eingeführt. Das US-Militär plane als erste Reaktion, Atomwaffen auf weniger Standorte in Europa zu konzentrieren.
Die USA erklärten, bis 2023 etwa vier Milliarden US-Dollar aufzuwenden, um die B61 zu modernisieren. Bisher handelt es sich um reine Freifallbomben. Die neue Version soll ein Steuerungssystem erhalten, das Reichweite und Zielgenauigkeit verbessert. Vermutlich seit 2015 wurden im Fliegerhorst Büchel neue Atomwaffen des Typs B61-12 stationiert – der Haushalt der US-Luftwaffe sah ab dem 3. Quartal 2015 Gelder für die Integration dieses neuen Atombombensystems auch in die deutschen Tornado-Jagdbomber vor. Kritiker wenden ein, damit würden die Waffen zu präzisionsgesteuerten Fernwaffen umgebaut werden, womit die Hemmschwelle zur Nutzung sinke.
Ende August 2019 landete ein US-Transportflugzeug vom Typ Boeing C-17 auf dem Fliegerhorst Büchel und flog die dort gelagerten Kernwaffen für ein Software-Update in die USA. Dadurch war Deutschland für etwa 48 Stunden kernwaffenfreie Zone.
Einer im August 2020 durch die DPA beauftragten, von YouGov durchgeführten, repräsentativen Umfrage zufolge sprachen sich 66 Prozent der Umfrageteilnehmer für einen Abzug der Nuklearwaffen aus. 19 Prozent der Umfrageteilnehmer wollten sie behalten und 16 Prozent machten keine Angaben.
In einer im Juni 2022, nach dem Beginn des russischen Überfalls auf die Ukraine, durchgeführten, repräsentativen Umfrage von Infratest dimap im Auftrag des NDR-Politmagazins Panorama spricht sich erstmals eine Mehrheit für den Verbleib amerikanischer Nuklearwaffen in Deutschland aus. 52 Prozent befürworten den Verbleib, 39 Prozent lehnen ihn ab.

### „Steadfast-Noon“-Manöver

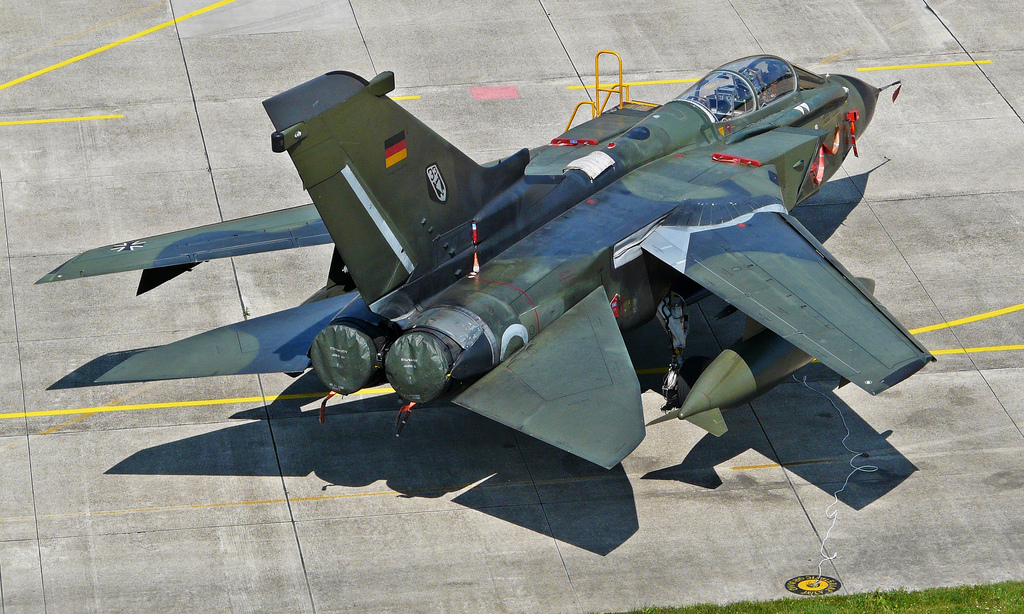
Kampfjet „Tornado“ des Jagdbombergeschwaders 33

Die Bundeswehr beteiligt sich regelmäßig mit Kampfflugzeugen vom Fliegerhorst Büchel an dem geheimen NATO-Manöver „Steadfast Noon“. Dabei wird unter anderem der Einsatz von Kernwaffen geübt.

### Protestaktionen
Seit mehreren Jahren ist der Fliegerhorst Schauplatz von Aktionen der Friedensbewegung, mit denen das Ende der nuklearen Teilhabe in Deutschland und die Unterzeichnung des Atomwaffenverbotsvertrages gefordert werden. Die internationale Vereinbarung sieht vor, dass Entwicklung, Produktion, Test, Erwerb, Lagerung, Transport, Stationierung und Einsatz von Kernwaffen verboten werden, außerdem die Drohung damit.
2016 fand erstmals eine 20-wöchige Aktionspräsenz unter dem Motto „20 Wochen gegen 20 Bomben!“ statt. Mit verschiedenen Veranstaltungen und Aktionsformen, unter anderem am Haupttor, wie Mahnwachen, Diskussionen und kulturellen Veranstaltungen, Gottesdiensten sowie Aktionen des zivilen Ungehorsams durch Blockaden, wurde der Abzug der Atomwaffen aus Büchel gefordert.
Der Aachener Friedenspreis wurde 2019 an die Kampagne „Büchel ist überall! atomwaffenfrei.jetzt“ und an den Initiativkreis gegen Atomwaffen verliehen. Beide Initiativen wurden für ihr jahrzehntelanges Engagement gegen die US-Atombomben in Büchel und weltweit geehrt.
Die Demonstration am 30. August 2008 mit etwa 2000 Teilnehmern hatte mehr Resonanz als die in den Jahren zuvor.
In den letzten Jahren ist es Demonstranten wiederholt gelungen, aus Protest gegen die mutmaßlich letzten US-Atombomben in Deutschland die militärischen Sicherungsmaßnahmen zu überwinden und auf das Atomwaffengelände zu gelangen.

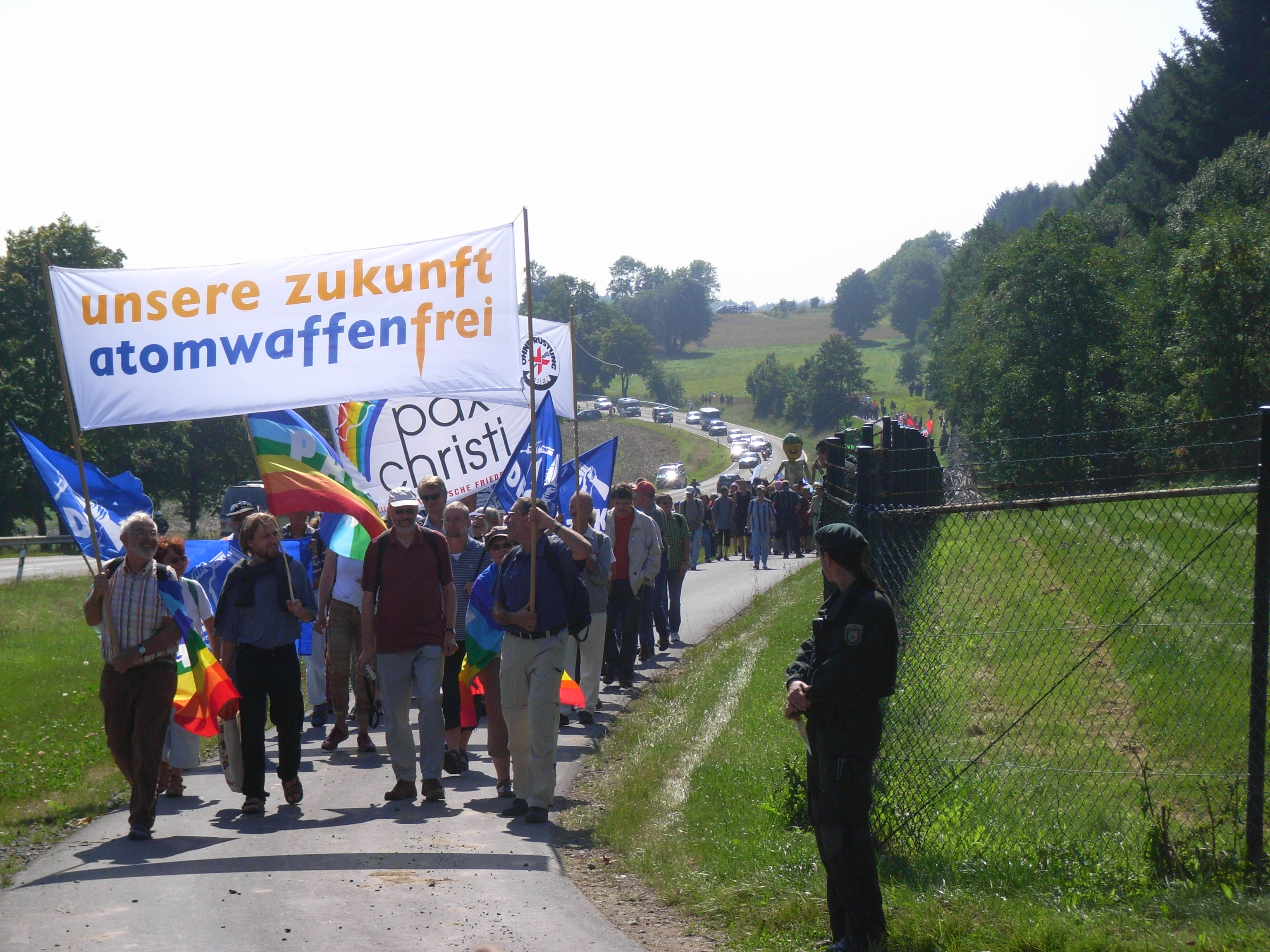
Demonstration gegen die nukleare Teilhabe, August 2008 am Fliegerhorst
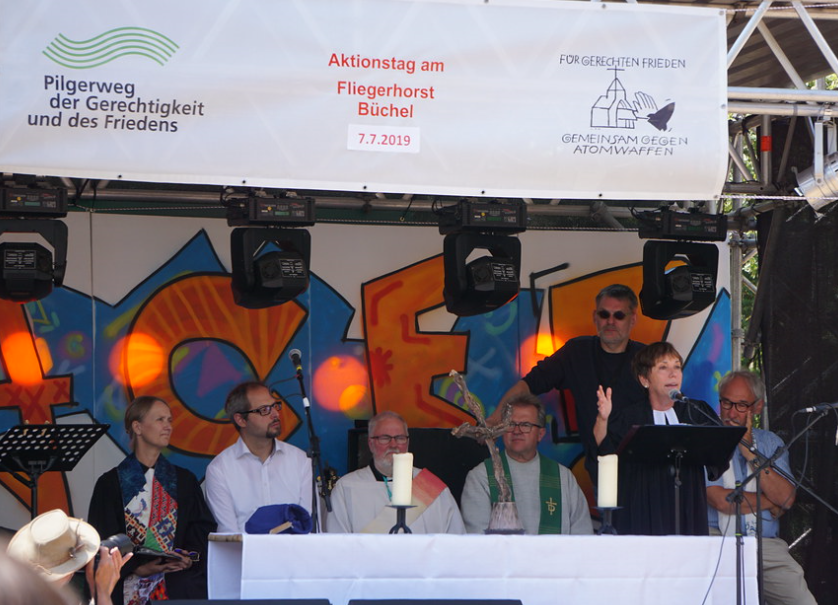
Margot Käßmann mit anderen Teilnehmern beim Kirchlichen Aktionstag 2019 am Fliegerhorst Büchel
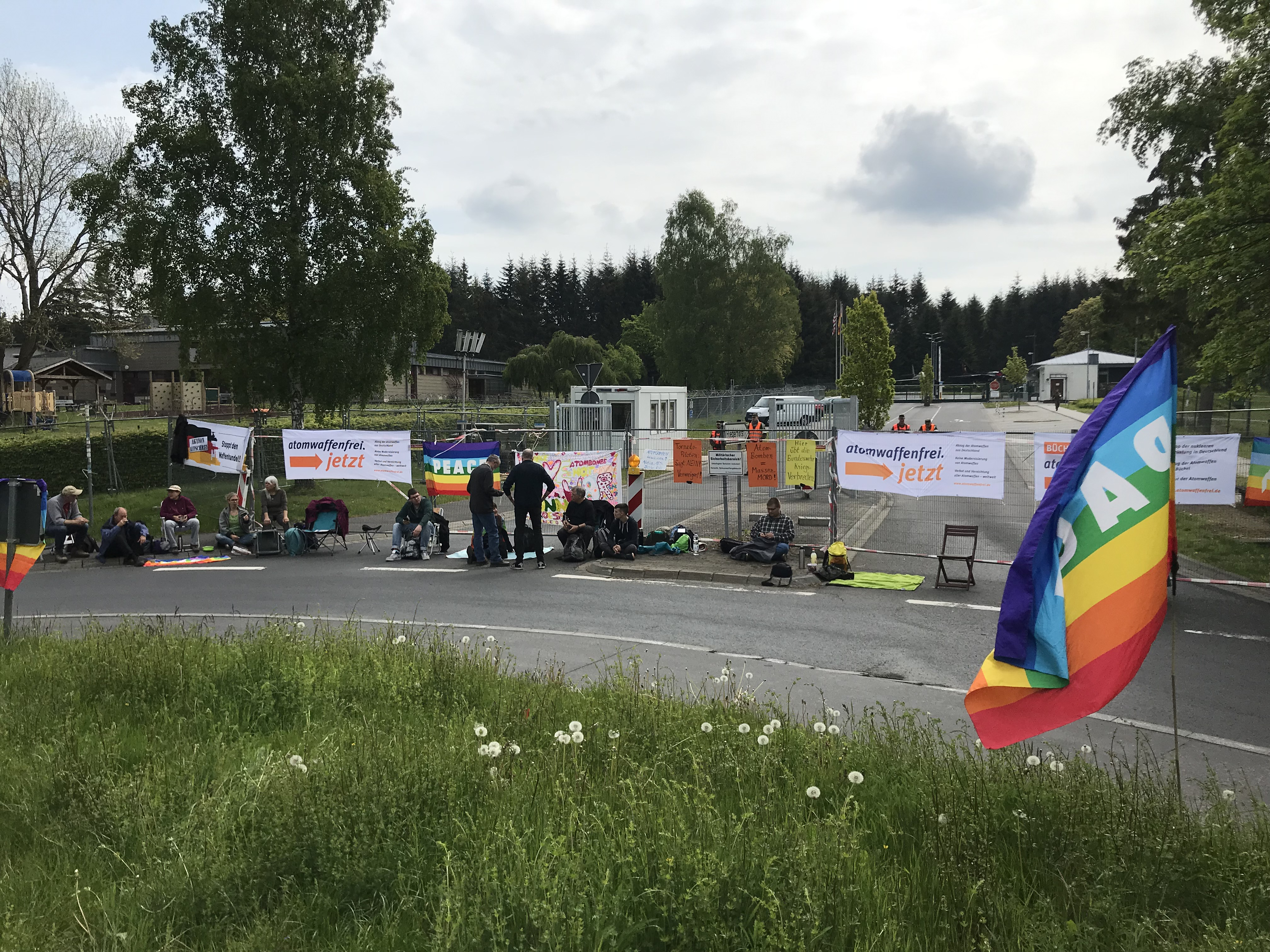
Blockadeaktion vor dem Haupttor des Fliegerhorst Büchel (2018)

## Zivile Mitnutzung
Die Start- und Landebahn des Fliegerhorsts wurde bis zum 31. März 2023 an Wochenenden und Feiertagen vom zivilen Fliegerclub Büchel genutzt. Dieser führte dort Flugbetrieb mit Motorflugzeugen und Segelflugzeugen durch. Es gab für Segelflugzeuge Schleppstarts und Windenstarts. Am 9. Februar 2023 wurde die Genehmigung dieser zivilen Mitnutzung widerrufen. Der zivile Flugbetrieb wurde zum 31. März 2023 vollständig eingestellt.